# اوسلیپ
اوسلیپ (به آلمانی: Oslip) یک Landgemeinde و شهرستان اتریش در اتریش است که در Eisenstadt-Umgebung District واقع شده‌است.

## خصوصیات
اوسلیپ ۱٬۳۱۴ نفر جمعیت دارد.